# Jack Wall (compositeur)
Jack Wall est un compositeur de musique de jeux vidéo américain, né à Phoenixville, en Pennsylvanie. Il est à l'origine d'un grand nombre de bandes originales, telles les séries Myst, Splinter Cell ou encore Mass Effect.
En 2005 il fonde avec Tommy Tallarico les concerts Video Games Live, où des compositions pour le jeu vidéo sont jouées par un orchestre. Il reste producteur, chef d'orchestre et directeur musical du projet jusqu'en 2010.

## Récompenses
Ses partitions sont maintes fois reconnues : celle pour Myst III : Exile est sélectionnée aux Interactive Achievement Awards en 2001 ; celle pour Myst IV: Revelation est élue Musique de l'Année aux G.A.N.G Awards en 2004.
L'année suivante voit Jade Empire sélectionnée aux IAA et primée par la G.A.N.G (Best Original Soundtrack Album). En 2007 la musique de Mass Effect est primée par IGN et GameSpot. Quant à celle de sa suite Mass Effect 2, elle est sélectionnée par la G.A.N.G et aux prestigieux BAFTA Awards en 2010.

## Discographie
1997 : Vigilance
1998 :
- 10Six
- Flying Saucer

2000 :
- Evil Dead: Hail to the King
- Animorphs: Know the Secret

2001 :
- Ultimate Ride
- Secret Agent Barbie
- Dingo Extrême Skateboarding
- Myst III : Exile

2002 : The Mark of Kri
2003 :
- Ben Hur
- Unreal II: The Awakening

2004 :
- Wrath Unleashed
- Tom Clancy's Splinter Cell: Pandora Tomorrow
- Myst IV: Revelation

2005 :
- Rise of the Kasai
- Neopets: The Darkest Faerie
- Jade Empire

2007 : Mass Effect
2010 : Mass Effect 2
2012 :
- Quirky Orchestral
- Call of Duty: Black Ops II

2013 : Lost Planet 3
2015 : Call of Duty: Black Ops III
2020 : Call of Duty: Black Ops: Cold War